# Riß
Pour les articles homonymes, voir Riss (homonymie).
La Riß (ou Riss) est un affluent du Danube (avec lequel elle compte quatre confluents dont certains sont artificiels).

## Géographie
La Riß est située dans le Bade-Wurtemberg, dans le Sud de l'Allemagne. Elle prend sa source à Bad Waldsee (district de Ravensbourg), source surnommée « rivière glacée » par opposition à la « rivière chaude », qui provient de Winterstettendorf. 
Elle a donné son nom à la glaciation de Riss.